# Sonate pour piano de Bartók
 (février 2024).
Si vous disposez d'ouvrages ou d'articles de référence ou si vous connaissez des sites web de qualité traitant du thème abordé ici, merci de compléter l'article en donnant les références utiles à sa vérifiabilité et en les liant à la section « Notes et références ».
La Sonate pour piano BB 88 (Sz. 80) est une œuvre écrite par Béla Bartók en 1926. Elle est créée le 8 décembre 1926 à Budapest par le compositeur. La partition porte après la dernière mesure « Dittának, Budapest, 1926 jun » pour « Ditta, Budapest juin 1926 », Ditta Pásztory étant sa seconde épouse.

## Histoire
Béla Bartók a composé de très nombreuses partitions pour piano mais une seule sonate (si on oublie sa sonatine), le reste étant essentiellement des recueils de courtes pièces. L'instrument est utilisé avec une composante percussive et dissonnante, même si l'écriture reste tonale. 
1926 est une année particulièrement créative, sur le plan pianistique, pour le musicien, qui écrit, outre sa sonate, son premier concerto pour piano et sa suite En plein air BB89.

## Structure
La sonate comprend trois mouvements et son exécution dure environ douze minutes et trente secondes :
- Allegro moderato: forme sonate dans un style sombre et frénétique ponctuée de changements de métrique à 2/4, 3/4, 2/8, 3/8 et 5/8 et de brefs passages più mosso.
- Sostenuto et pesante: forme de sarabande dans un style hiératique et sur un rythme ternaire
- Allegro molto: Rondo libre qui utilise des fragments de mélodies populaires, puis est suivi d'une strette vivacissimo

## Édition
La nouvelle édition Universal de 1992 révisée par Peter Bartók s'appuie sur trois sources, une copie finale manuscrite non autographe et déposée à la bibliothèque Szécheny de Budapest, un manuscrit autographe source de la première édition Universal, et une copie imprimée corrigée par Bartók.

## Discographie sélective
- Sonate, Allegro barbaro, Danses populaires roumaines, Suite, Quinze chants populaires roumains par Zoltan Kocsis, Denon 1975